# War Eternal
War Eternal ist das neunte Album der schwedischen Melodic-Death-Metal-Band Arch Enemy. Es wurde am 6. Juni 2014 von Century Media veröffentlicht. Es ist das erste Album der Band mit der neuen Sängerin Alissa White-Gluz und dem Gitarristen Nick Cordle.

## Entstehung
Anfang März 2014 kündigte die Band an, dass sie im Juni des gleichen Jahres ein neues Album mit dem Titel War Eternal veröffentlichen würden. Am 17. März gab die Sängerin, Angela Gossow, bekannt, dass sie die Band verlassen würde. Als Nachfolgerin kündigte sie Alissa White-Gluz an. Gluz sang bis dahin bei der kanadischen Band The Agonist.

## Veröffentlichung
Am 20. März veröffentlichte die Band das erste Musikvideo zu dem titelgebenden Lied War Eternal. Ein paar Tage später veröffentlichte die Band das Cover, das vom Künstler Costin Chioreanu erstellt wurde, und die Titelliste. Als Erscheinungstermine des Albums wurden der 9. Juni für Europa und der 10. Juni für Nordamerika genannt. Zusätzlich wurde für Mai eine Tour durch Europa angekündigt. Im April stellte Arch Enemy das Lied As the Pages Burn vor. Dabei wurde das Veröffentlichungsdatum auf den 6. Juni vorverlegt. Ende Mai folgte das zweite Video mit dem Namen No More Regrets. Am 6. Juni erschien das Album schließlich in Europa.
Am 5. Mai 2015 erschien ein viertes Musikvideo zum Lied Stolen Life.

## Titelliste
| Nr.          | Titel                       | Autor(en)         | Musik                                         | Länge |
| ------------ | --------------------------- | ----------------- | --------------------------------------------- | ----- |
| 1.           | Tempore Nihil Sanat         | Michael Amott     | Michael Amott                                 | 1:12  |
| 2.           | Never Forgive, Never Forget | Michael Amott     | Michael Amott, Nick Cordle                    | 3:44  |
| 3.           | War Eternal                 | Michael Amott     | Michael Amott, Nick Cordle                    | 4:16  |
| 4.           | As the Pages Burn           | Michael Amott     | Michael Amott                                 | 4:01  |
| 5.           | No More Regrets             | Alissa White-Gluz | Michael Amott, Nick Cordle                    | 4:06  |
| 6.           | You Will Know My Name       | Alissa White-Gluz | Michael Amott, Nick Cordle                    | 4:37  |
| 7.           | Graveyard of Dreams         | Instrumental      | Michael Amott, Daniel Erlandsson              | 1:10  |
| 8.           | Stolen Life                 | Michael Amott     | Michael Amott                                 | 2:59  |
| 9.           | Time Is Black               | Alissa White-Gluz | Michael Amott, Daniel Erlandsson              | 5:24  |
| 10.          | On and On                   | Alissa White-Gluz | Michael Amott, Nick Cordle                    | 4:05  |
| 11.          | Avalanche                   | Alissa White-Gluz | Michael Amott, Nick Cordle, Daniel Erlandsson | 4:39  |
| 12.          | Down to Nothing             | Michael Amott     | Michael Amott, Nick Cordle                    | 3:48  |
| 13.          | Not Long for This World     | Instrumental      | Michael Amott                                 | 3:29  |
| Gesamtlänge: | Gesamtlänge:                | Gesamtlänge:      | Gesamtlänge:                                  | 50:32 |

| Nr.          | Titel              | Autor(en)     | Musik         | Länge |
| ------------ | ------------------ | ------------- | ------------- | ----- |
| 14.          | Shadow On The Wall | Mike Oldfield | Mike Oldfield | 3:03  |
| Gesamtlänge: | Gesamtlänge:       | Gesamtlänge:  | Gesamtlänge:  | 53:35 |

| Nr.          | Titel            | Autor(en)                               | Musik                                   | Länge |
| ------------ | ---------------- | --------------------------------------- | --------------------------------------- | ----- |
| 14.          | Breaking the Law | Glenn Tipton, Rob Halford, K.K. Downing | Glenn Tipton, Rob Halford, K.K. Downing | 2:20  |
| Gesamtlänge: | Gesamtlänge:     | Gesamtlänge:                            | Gesamtlänge:                            | 52:52 |

## Rezeption

### Rezensionen
Fachmagazine bewerteten das Album positiv. So lobte Katrin Riedl von Metal Hammer die gelungenen Gitarren-Riffs und die vielseitigen Stücke.

### Verkaufszahlen
Zwei Wochen nach der Veröffentlichung erreichte das Album in mehreren Ländern Chartplatzierungen. Am erfolgreichsten war es in Finnland, Japan und Deutschland, wo es jeweils den fünften, den siebten und den neunten belegte. Weiterhin war es in den Charts von Österreich, Niederlande, Schweiz und Großbritannien vertreten. Dies stellte die bis zu diesem Zeitpunkt beste Platzierung der Band dar. In den USA wurden in der ersten Woche rund 8.000 Einheiten abgesetzt. In der Billboard 200 belegte es den 44. Platz.